# Ignacio
Ignacio es un nombre de pila de varón en idioma español. Su femenino es Ignacia. Existiendo varias hipótesis sobre su origen etimológico, este nombre se remonta al siglo I en Antioquía.

## Etimología
Si bien no existe claridad con respecto a su etimología, la primera persona documentada que usó este nombre en el siglo I, fue San Ignacio de Antioquía discípulo de los apóstoles Juan, Pedro y Pablo, por lo que se ha propuesto que su origen sería griego o al menos de raíz indoeuropea.
Una línea etimológica sostiene que de: Ignacio < Ignatius (latín) < Ignêtes (en griego) ‘innato’ (A. D., H.), también ‘nombre de los habitantes originarios de la antigua Rodas’ (Simmias 11, H.).
Otra etimología da cuenta de que su origen deriva del latín Ignatius, y este de la raíz ignis (fuego), por lo que significaría fogoso o fervoroso. Ignacio < Ignatius < ignis (‘fuego’ en latín) < *egni (protoindoeuropeo o PIE). Compárese el PIE egni con el término sánscrito agni (‘fuego’, ‘fuego ceremonial’), ogni (eslavo antiguo, del siglo IX), y ugnis (‘fuego’ en lituano). La segunda parte del nombre vendría del latín natus (nacer) por lo que Ignatius vendría a significar nacido del fuego.
Una tercera teoría etimológica dice que su posible origen latino, Ignatius, es en realidad etrusco, pueblo prerromano de la región central de Italia, cuya lengua aparentemente no está emparentada con las lenguas indoeuropeas.[cita requerida]
Sabino Arana en su obra póstuma Deun ixendegi euzkotarra (Santoral onomástico vascongado) propone Iñaki como forma euskaldunizada de Ignacio. Debido al cambio de nombre que adoptó Ignacio de Loyola, cuyo nombre de nacimiento era Íñigo, se suele confundir Íñigo como una variante de Ignacio.

## Variantes en español
- Ignacio (masculino), Ignacia (femenino), Naciano (masculino), Naciana (femenino).
- Hipocorístico: Nacho (masculino), Nacha (femenino)

## Variantes en otros idiomas
| Alemán              | Ignatius, Ignaz                               |
| Amhárico            | ኢግናሲዮ (Ignasio)                               |
| Árabe               | إغناسيو، اجناسيو (Ignasio, Azhnasiu)          |
| Aragonés            | Inazio                                        |
| Armenio             | Իգնատիոս (Ignatios)                           |
| Asturiano           | Inaciu, Naciu                                 |
| Azerí               | İqnati                                        |
| Bengalí             | ইগ্ন্যাশীয় (Igñashiyo)                            |
| Bielorruso/Belaruso | Ігнацій, Ігнацы (Ignatsiy, Ignatsî)           |
| Bosnio              | Ignacije                                      |
| Bretón              | Ignas                                         |
| Búlgaro             | Игнатий (Ignatij)                             |
| Catalán             | Ignasi                                        |
| Checo               | Ignác                                         |
| Chino Simplificado  | 伊格纳西奥 (Yīgénàxīào)                       |
| Corso               | Gnaziu                                        |
| Croata              | Ignacije                                      |
| Danés               | Ignatius                                      |
| Eslovaco            | Ignác                                         |
| Esloveno            | Ignacij                                       |
| Esperanto           | Ignaco                                        |
| Euskera             | Inazio, Iñaki                                 |
| Finlandés           | Ignatius                                      |
| Francés             | Ignace                                        |
| Georgiano           | იგნატი (Ignati)                               |
| Griego              | Ιγνάτιος (Ignátios)                           |
| Hebreo              | אִיגְנָסִיוֹ (Ignasio)                             |
| Hindi               | इग्नासिओ (Ignasio)                               |
| Holandés            | Ignatius, Ignaas                              |
| Húngaro             | Ignác, Ignae                                  |
| Inglés              | Ignatius, Inikis (hipocorístico Iggy o Iggie) |
| Irlandés            | Iognáid                                       |
| Islandés            | Ignatíus                                      |
| Italiano            | Ignazio                                       |
| Japonés             | イグナシオ (Igunashio)                        |
| Latín               | Ignatius                                      |
| Letón               | Ignācijs                                      |
| Lituano             | Ignotas                                       |
| Noruego             | Ignatius                                      |
| Persa/Farsi         | ایگناسیو (Ignasio)                            |
| Piamontés           | Ignassi                                       |
| Polaco              | Ignacy                                        |
| Portugués           | Inácio                                        |
| Rumano              | Ignațiu                                       |
| Ruso                | Игнатий (Ignatij)                             |
| Sardo               | Ignàziu                                       |
| Serbio              | Игнатије (Ignatije)                           |
| Siciliano           | Gnazziu                                       |
| Sueco               | Ignatius                                      |
| Ucraniano           | Ігнатій (Ignatij)                             |

## Santoral
Hay diversas entradas en el santoral para San Ignacio:
- San Ignacio de Antioquía (Siglo I), el 17 de octubre.
- San Ignacio de Constantinopla (797–877), el 23 de octubre.
- San Ignacio de Loyola (1491-1556), el 31 de julio.
- Beato Inácio o Ignacio de Azevedo (1527-1570), el 15 de julio.
- San Ignacio de Láconi (1701-1781), el 11 de mayo.
- San Ignacio Delgado (1762-1838), el 12 de julio.